# Matteo Paro
Matteo Paro (* 17. März 1983 in Asti) ist ein italienischer ehemaliger Fußballspieler. Er spielte im zentralen Mittelfeld und wurde vor allem seiner exzellenten Technik wegen oft mit Andrea Pirlo verglichen.

## Karriere
Matteo Paro begann seine Karriere in den Jugendmannschaften von Juventus Turin und debütierte am 17. Mai 2003 beim Serie-A-Spiel gegen Reggina Calcio in der Profimannschaft.
In der Folge spielte er, um Erfahrung zu sammeln, zeitweise bei Chievo Verona, dem FC Crotone und der AC Siena. Zur Saison 2006/07 kehrte er zu Juventus Turin zurück und spielte eine wichtige Rolle im zentralen Mittelfeld des Klubs, der auf Grund des Manipulationsskandals 2005/06 in die Serie B zwangsversetzt wurde, aber den direkten Wiederaufstieg schaffte.
Matteo Paro ging mit seinem Tor am 9. September 2006 gegen Rimini Calcio in die Geschichte von Juventus ein, da dieses das allererste Serie-B-Tor in der über 100-jährigen Vereinsgeschichte war.
Zur Saison 2007/08 wechselte er zu CFC Genua, die 50 % seiner Transferrechte kauften. Paro absolvierte 20 Spiele für die Grifoni und wurde zur neuen Saison endgültig von Genoa verpflichtet. In der Saison 2008/09 absolvierte Matteo Paro verletzungsbedingt kein einziges Spiel.
Im Sommer 2009 wechselte der Mittelfeldspieler auf Leihbasis zum Serie-A-Aufsteiger AS Bari, für den er in der Saison 2009/10 auflief. Matteo Paro wurde am 29. Januar 2010 bis zum Saisonende an den Serie-B-Verein Piacenza Calcio verliehen.

## Erfolge
- Italienische Serie-B-Meisterschaft: 2006/07

## Verweise